# Morristown (Tennessee)
Morristown é uma cidade localizada no estado norte-americano de Tennessee, no Condado de Hamblen e Condado de Jefferson.

## Demografia
Segundo o censo norte-americano de 2000, a sua população era de 24.965 habitantes.
Em 2006, foi estimada uma população de 27.020, um aumento de 2055 (8.2%).

## Geografia
De acordo com o United States Census Bureau tem uma área de
54,1 km², dos quais 54,1 km² cobertos por terra e 0,0 km² cobertos por água. Morristown localiza-se a aproximadamente 391 m acima do nível do mar.

## Localidades na vizinhança
O diagrama seguinte representa as localidades num raio de 24 km ao redor de Morristown.